# Kirke Stillinge (plaats)

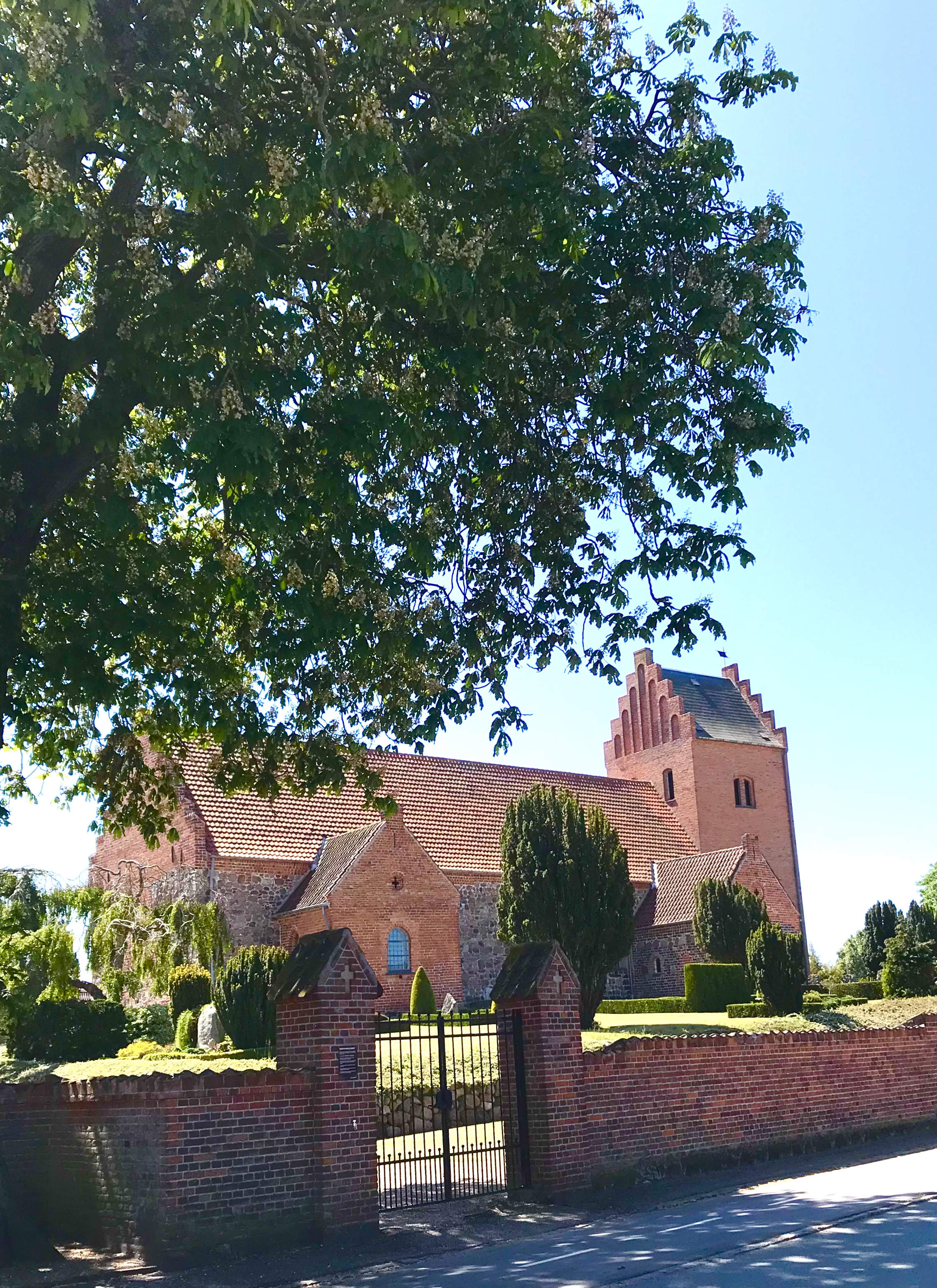
Kirke Stillinge Kirke

Kirke Stillinge is een plaats in de Deense regio Seeland, gemeente Slagelse. De plaats telt 635 inwoners (2008).